# Tears
Tears var et dansk band dannet 1967 i Aarhus, som et af de første jazz-rockbands fra Danmark. Den første plade Tears fra 1970 blev meget sjælden da en brand hos Spectator Records ødelagde bånd og restlager i 1972. I forbindelse med Holger Laumanns arbejde som musiklærer, indspillede Tears også en plade i 1970 under navnet It's So Easy, som var en børneplade med Lis Sørensen.
Sangerinden Anne Linnet blev del af Tears i en alder af 17 år, og deltog på de to plader fra 1973-1974 der stadig bliver kaldt en slags jazz-rock. Hendes forhold til bandmedlemmet Holger Laumann havde en betydelig indflydelse på, hvordan hun senere blev berømt musiker i Danmark gennem Shit & Chanel. Tears kaldte sig selv Det Beskidte Dusin i 1975, og en plade med samme navn blev udgivet i 1977. Tears blev ikke officielt opløst, men spillede nogle gange i andre sammenhænge. Anne Linnet forlod Tears i 1976.

## Anne Linnets første soloalbum
Albummet Sweet Thing fra 1973 er ofte betragtet som det første soloalbum fra Anne Linnet. Tears fungerer i det mindste som backinggruppe, ligesom på albummet Anne Linnet fra 1975. Anne Linnet er på albumcoveret fra 1973, hvor hendes navn har et mere fremtrædende skriftbillede end Tears. Den gullige farve afbilder sirup, som passer til titlen Sweet Thing.

## Diskografi

### Albummer
- Tears (Spectator Records, 1970)
- Sweet Thing (Artist, 1973)
- Tears in My Ears (Artist, 1974)

### Singler & EP'er
- Lyset (Artist, 1971)
- Pædagogisk drama (Edition Wilhelm Hansen, 1971)